# Isleworth
Isleworth é uma pequena vila de origem saxônica situada no oeste de Londres, no borough londrino de Hounslow, na Inglaterra. Encontra-se imediatamente a leste da cidade de Hounslow e oeste do rio Tâmisa e seu afluente, o rio Crane.

## Etimologia

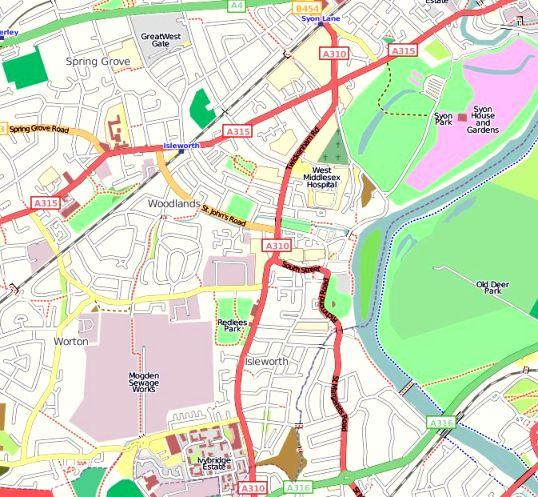
Mapa da cidade de Isleworth, clique para ampliar

Gislheresuuyrth - 695. De uma carta de anglo-saxões. 

Gistelesworde - 1086. Inquérito
  
Istelworth - 1301. Roll. 

Ystelworth - 1415. Roll. 

Yhistelforth - século XV. George Aungier James, em "História do Mosteiro Syon, 

Istyllworth - 1540. 
 
Istelworthe. - Um documento local no reinado de Elizabeth I 

Thistleworth ou Gistelesworth - 1593. Norden e Lysons, historiadores. 

Brasão de Armas de Richard, Primeiro Earl de Cornwall